# 死无葬身之地
《死无葬身之地》（Mort sans sépulture）是法国作家让-保罗·萨特的一部四幕境遇剧，1941年动笔，1946年11月8日于巴黎安托万剧院首演。剧中描述了二战最后时刻几名法国游击队员面临必死境况的行动，以表达存在主义哲学思想。作者曾说，剧本并不是记录抵抗运动，而是写人在极限状态下的反应。剧中大量采用日常口语，包括一些粗口。由于剧本缺乏悬念，后来萨特自己对其并不看好。

## 剧情
二战结束前夕，300多名抵抗运动队员在一次游击战中阵亡，卡诺里斯、昂利、索尔比埃、吕丝、弗朗索瓦五人被捕，并被关押在一个狭窄阴暗的顶楼上，队长若望逃脱。卡诺里斯年龄最大且经验丰富，他号召大家想法摆脱困境。吕丝是若望的恋人，有一个15岁弟弟弗朗索瓦是吕丝的弟弟。敌人首先拷问了索尔比埃。此时若望也被推进牢房，但他的身份还没有暴露。敌人又提审了卡诺里斯，若望不忍想要自首，但被昂利阻止。
昂利表示大家应该继续在狱中战斗，此时楼下传来三个法奸朗德里厄、佩勒兰和克洛歇的争论。他们决定继续提审游击队员，昂立耐不住酷刑喊了出来，但并未招供。他们又威胁索尔比埃说要用钳子拔他指甲，索尔比埃诈称想招供，抓住机会跳窗自杀。吕丝也被招进去两小时，并被强奸。回来后，她担心弟弟弗朗索瓦会禁不住考验。这时弗朗索瓦说要揭发若望。昂利决定杀死弗朗索瓦，若望欲阻拦但被吕丝拉住，四人看着昂利掐死了弗朗索瓦。若望想安慰吕丝，但被吕丝拒绝。
若望想出一个办法，等他被放走后便拿战友的尸体放在山洞冒充自己，剩下三人可以“招供”出那个山洞，从而逃脱。之后若望便被放走。吕丝看着弟弟的尸体，说他死了终归变成了自己人。三个法奸看到弗朗索瓦已死，要求继续提审三个队员，只要招供便可以释放他们。卡诺里斯按若望的计划“招供”了，朗德里厄信以为真，然而三个游击队员还是被丧心病狂的克洛歇枪杀。